# IBM XIV 儲存系統
IBM XIV 儲存系統是一系列机柜大小的磁盘存储服务器。该系统由模块組成，每个模块都是独立的计算机，具有自己的内存、互连、磁盘驱动器和其他子组件，以网格布局并使用InfiniBand（第三代系统）或以太网（第二代系统）连接。

## 描述
传统存储系统以集群方式将卷分布在磁盘驱动器的子集上。XIV 存储系统将卷以 1 MiB的块（分区）分布在所有模块中，以便均匀地使用所有模块的资源。为了保持系統的穩定，每个逻辑分区都存储在不同模块上的至少两个副本中，因此如果磁盘驱动器的一部分、整个磁盘驱动器或整个模块发生故障，数据仍然可用。
可以通过添加额外的模块来增加系统存储容量。添加模块时，系统会自动重新分配以前存储的数据，以充分利用其I/O容量。根据订购机器时选择的型号和磁盘类型，一个系统可以配置为 27 TB 到 324 TB 的存储容量。
XIV 软件功能包括远程镜像、精简配置、服务质量控制、LDAP身份验证支持、VMware支持、差异、可写快照、两个 XIV 系统之间的在线卷迁移以及加密保护静态数据。
IBM XIV 管理圖形界面是一个软件包，可以安装在包括Microsoft Windows 、Linux 和 Mac OS 在内的操作系统上。XIV 移动仪表板則适用于Android 或iOS 。

## 历史
IBM XIV 存储系统由一家以色列初创公司于 2002 年开发，该公司由工程师和商人Moshe Yanai资助和领导。他们在2005年向客户交付了他们的第一个系统，當時系統名爲 Nextra。
2007年12月，IBM 公司收购了 XIV，将产品重命名为 IBM XIV Storage System。该产品的第一个 IBM 版本于2008年9月8日公开发布。该产品在 IBM 内部非正式地称为 XIV 第 2 代。
Gen1 和 Gen2 之间的差异不是架构上的，它们主要是物理上的，其引入了新磁盘、新控制器、新互连、改进的管理方式以及附加的软件功能。
2011年9月，IBM 发布了更大的磁盘驱动器，将互连层更改为使用 InfiniBand 而不是以太网。
在2012到2013年，IBM 增加了对 SSD 设备和 10GbE 主机连接的支持。